# Aireana
Aireana es una organización feminista fundada en 2003 en Asunción, capital de Paraguay, centrada en la lucha por los derechos de las personas LGBT+. Fue reconocida tanto nacional como internacionalmente por su trabajo, iniciativas y actividades de incidencia política. Su labor se centra en la transformación social a través de la expresión cultural, la formación y comunicación, así como la incidencia política en Paraguay y América Latina. En 2011, el gobierno francés le otorgó el premio Libertad, Igualdad, Fraternidad en reconocimiento del trabajo realizado en la defensa de los derechos humanos.
El nombre de la organización es una conjunción de palabras en guaraní y español. El prefijo airea que corresponde al imperativo del verbo "airear" o "ventilar" en español, y el sufijo na que se traduce como una solicitud, o "por favor" en el idioma guaraní.

## Historia
La organización tuvo su primera intervención pública a raíz de una equivocación de la ministra de la Mujer, María José Argaña, en 2003. La ministra Argaña respondió en una entrevista que apoyaría la unión civil entre personas del mismo sexo sin atender la pregunta que le hizo un periodista. El grupo aprovechó la oportunidad para felicitarla y dar por hecho este apoyo.
Solicitaron la alerta en acción de la Comisión Internacional Gay y Lesbiana de Derechos Humanos de ese momento. Días después, Argañade anunció una reunión con la organización, la cual nunca se llevó a cabo. Esta acción visibilizó el reclamo por los derechos pero no tuvo consecuencias de cambio en normativas o políticas públicas del país.

## Trayectoria
Aireana cuenta con diferentes líneas de trabajo e incidencia política a través del arte y la cultura, la creación de espacios seguros para la comunidad LGBT+ en Asunción, así como también otras iniciativas multimediales como la producción de podcasts, obras teatrales, entre otras. Brinda también líneas de apoyo y acompañamiento contra la violencia de género. Cuenta con una sede que opera como espacio cultural desde 2005.
La organización también forma parte de la lista de organizaciones LGBTI de Paraguay que trabajan por la diversidad sexual en el país.

### Festival Internacional de Cine LesBiGayTrans de Asunción
Aireana tiene varias iniciativas culturales sostenidas a lo largo de los años como el Festival Internacional de Cine LesBiGayTrans de Asunción desde 2005. Un festival de una semana de duración que muestra cine independiente de la temática LGBT+ con premio del público, premiaciones a la mejor producción paraguaya. Se celebra anualmente en el Centro Cultural de España de Paraguay, Juan de Salazar. El festival forma parte de la Red internacional de cine LGBT+.

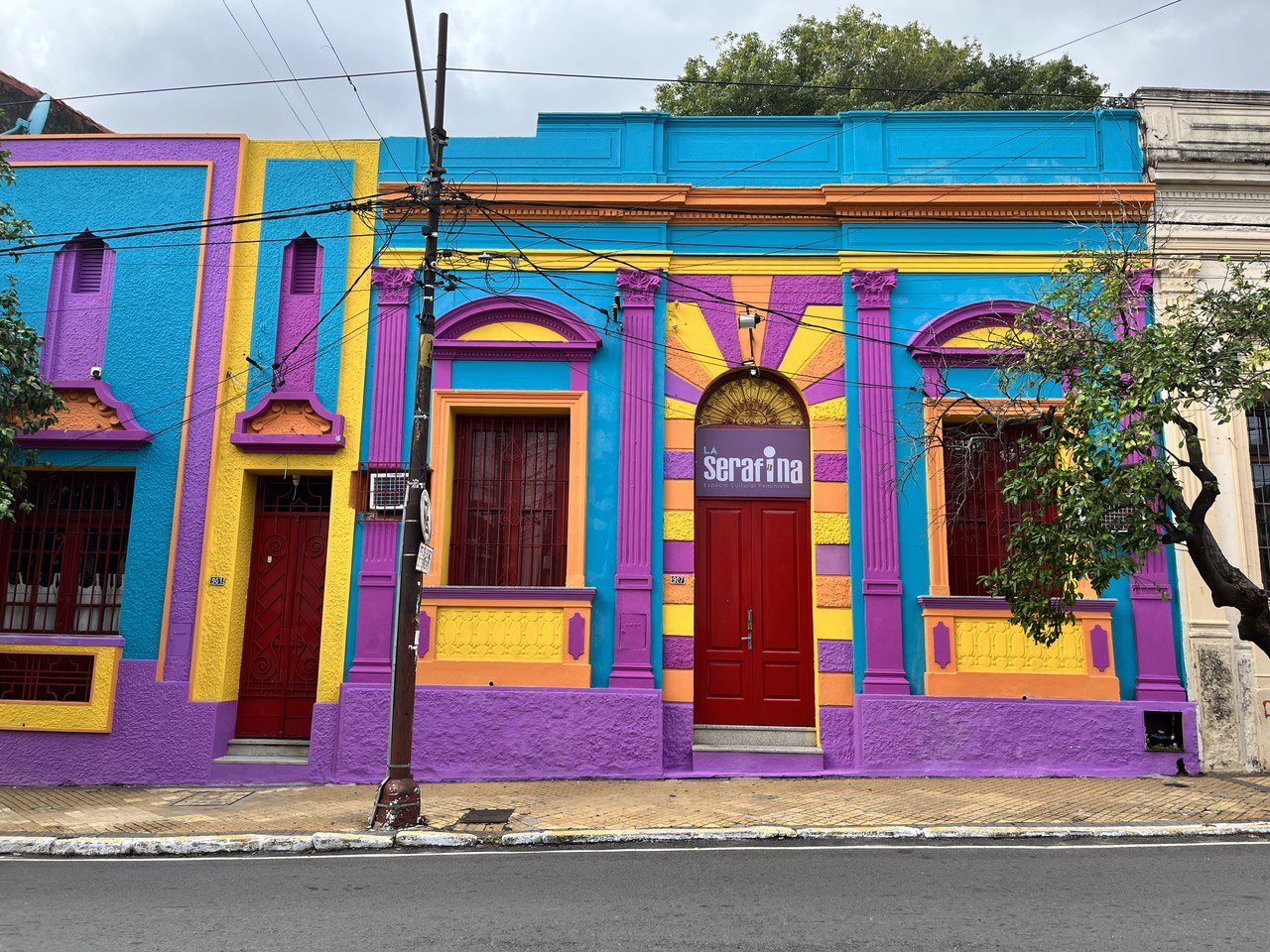
Fachada del centro cultural Aireana, La Serafina, sobre la calle Eligio Ayala, en Asunción Paraguay

### La Serafina - Espacio cultural
La Serafina, espacio cultural feminista es un espacio cultural llevado adelante por Aireana. Está abierto al público desde 2005. Es un lugar dedicado a la cultura, que lleva a cabo iniciativas en el ámbito del teatro, música, danza, poesía y exposiciones; y es al mismo tiempo la sede de la organización.

#### Viernes culturales
Los Viernes culturales son la actividad cultural que de forma sistemática se realiza desde 2012. Los viernes culturales son espacios abiertos para expresiones artísticas como conciertos, teatro, poesía, danza y otras. El objetivo de los viernes culturales es generar un espacio seguro de esparcimiento para la comunidad LGBTIQA+.

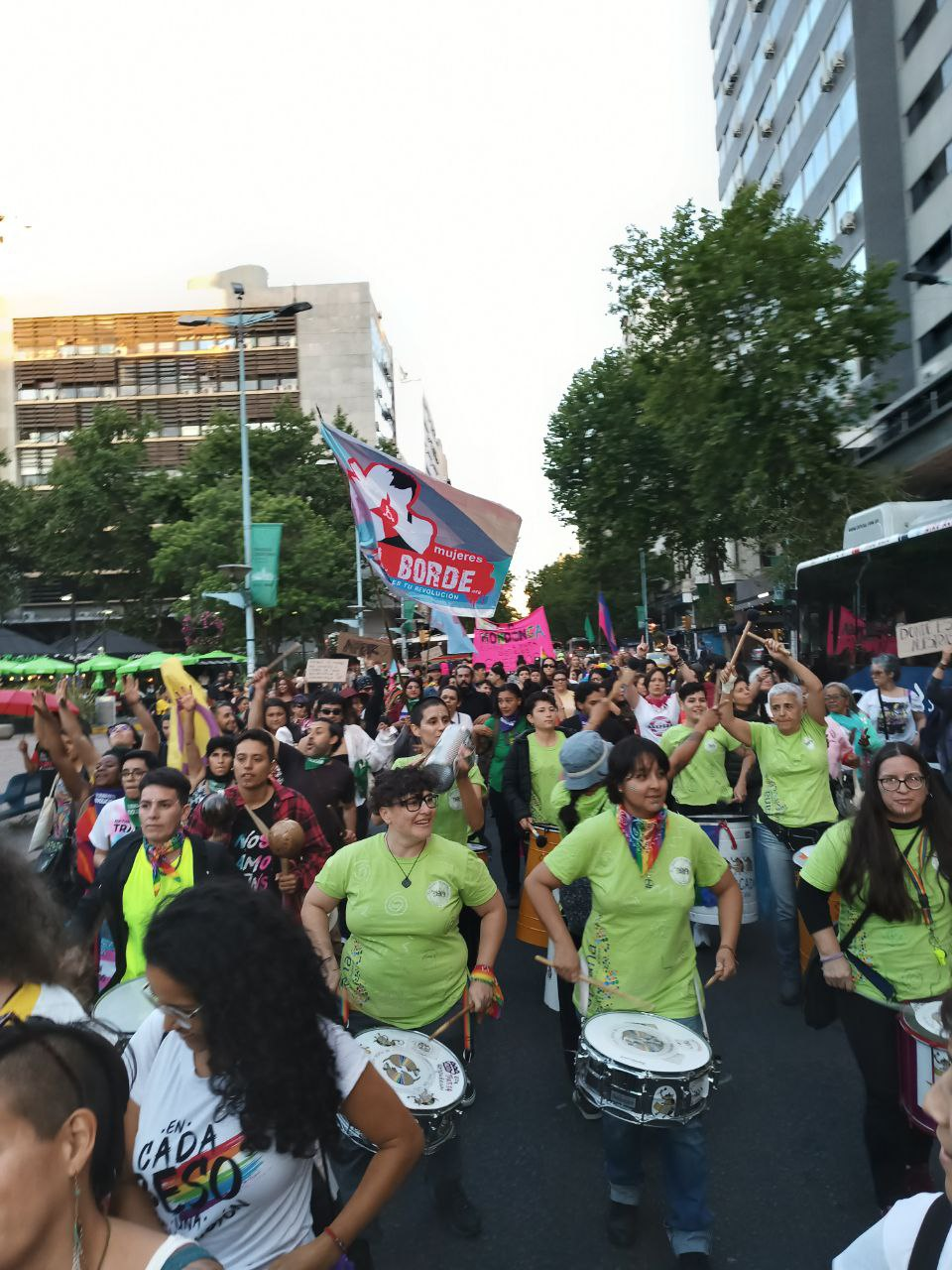
Tatucada de Aireana durante la marcha para el encuentro de Venir al Sur, en Montevideo, Uruguay

#### La Tatucada
La Tatucada, el nombre de la batucada de Aireana, es un grupo de percusión que hace intervenciones artísticas en la vía pública. Tatu es la palabra en guaraní para designar al armadillo, el animal, pero también se usa para designar a la vulva. La Tatucada usualmente acompaña las iniciativas feministas como la Marcha del Día Internacional de las Mujeres, y la Marcha del Orgullo LGBT de Asunción

### Ro'hendu - Línea de apoyo contra la violencia de género
Además de la cultura, Aireana pone énfasis en fortalecer la comunidad LGBTIQ+ a través de un servicio de atención telefónica llamado Ro'hendu (“Te escucho”, en guaraní) una línea gratuita para LGTBIQ+ familiares, amistades que necesiten asesoramiento, realizar denuncias sobre discriminación por orientación sexual, identidad de género y expresión de género.

### Aireatena - Podcast
El programa de podcast cuenta con dos temporadas, e inició en el año 2020. En total cuentan con doce programas realizados entre 2020 y 2021. Las temáticas abordadas van desde la defensa de los derechos humanos, hasta el arte como apuesta política.

## Articulación y redes de trabajo

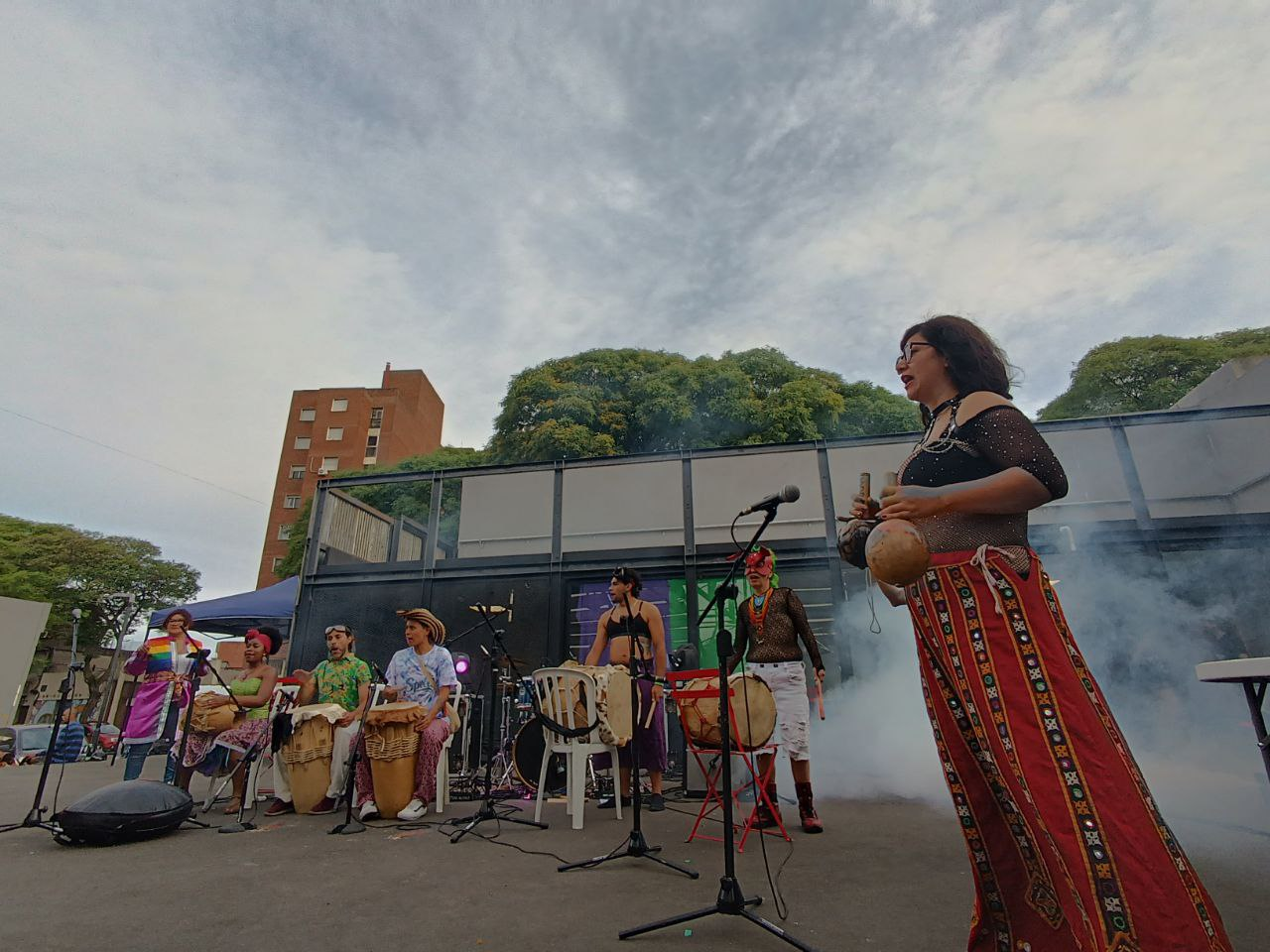
Chirimiqueer es un ensamble musical de la organización Mujeres al Borde de Colombia. Esta es una presentación realizada en Montevideo, Uruguay durante el encuentro Venir al Sur en diciembre del 2022

### Encuentro LesBiTrans Inter Feminista latinoamericano y del Caribe: Venir al sur
En el plano internacional, Aireana organiza junto con Ovejas Negras de Uruguay, Las Reinas Chulas de México, Mujeres al Borde de Colombia, Beso Diverso de Costa Rica, y varias organizaciones de América Latina y el Caribe para la organización del encuentro LesBiTrans Inter Feminista latinoamericano y del Caribe, “Venir al Sur”.

### Coordinadora de los Derechos Humanos de Paraguay
Aireana ha colaborado en la redacción del Informe Anual sobre la Situación de los Derechos Humanos en Paraguay, junto con la Coordinadora de Derechos Humanos de Paraguay desde 2016.

### Coordinación de Mujeres del Paraguay
Junto a otras organizaciones feministas del Paraguay, como el Centro de Documentación y Estudios, Kuña Roga, integra la Coordinación de Mujeres del Paraguay. La Coordinación fue fundada en 1987, y desde 2003 apoya a la organización de los encuentros feministas de Paraguay.

### Coalición TLGBI de Paraguay
La Coalición TLGBI de Paraguay, conformada en 2009, es una red de organizaciones que trabajan por la defensa de los derechos LGBTIQA+ en Paraguay. Trabajan por la recuperación de la memoria histórica de la comunidad, así como la organización de la Marcha del Orgullo LGBT de Asunción.

### Red Contra Toda Forma de Discriminación (RCTD)
Red conformada en 2007, desde donde se impulsa la aprobación del Proyecto de ley contra toda forma de discriminación en Paraguay.

## Financiación
Aireana es una organización que trabaja a partir del financiamiento de organizaciones y fondos internacionales feministas. Dentro de los cuales se encuentran:
- Mama Cash
- Fondo de Mujeres del Sur
- Astraea, lesbian foundation for justice
- Fondo Global para Mujeres

## Premios

### Premio de los Derechos Humanos de la República Francesa
Aireana obtuvo en 2011 el Premio de los Derechos Humanos de la República Francesa "Libertad, Igualdad, Fraternidad" que otorga la República Francesa a cinco organizaciones en el mundo cada año por su labor en la defensa de los derechos humanos.